# Steroidy anaboliczno-androgenne

Chemiczna struktura testosteronu

Steroidy anaboliczno-androgenne (SAA) – grupa steroidów pochodzenia naturalnego lub syntetycznego, która ma silne działanie anaboliczne tzn. powodujące przyspieszenie dzielenia się komórek tworzących określone tkanki organizmu zwierząt i ludzi. Są to pochodne testosteronu lub 19-nortestosteronu.

## Mechanizm działania

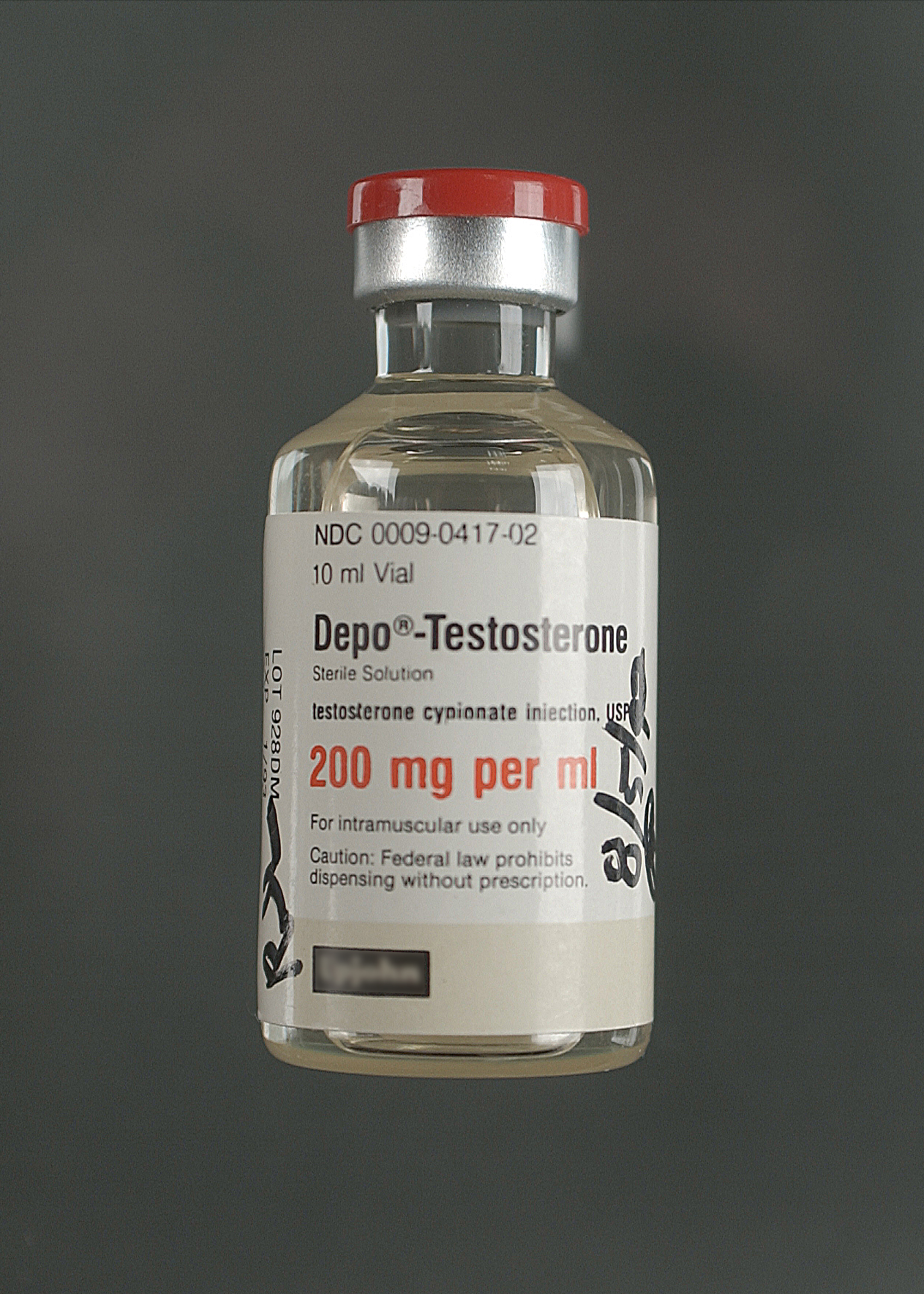

Działanie niektórych sterydów anabolicznych polega na stymulowaniu wzrostu masy mięśni i czasami również kości poprzez pobudzanie syntezy białka lub zmiany w gospodarce wapniem. Efekt ten jest szczególnie ważny w dopingu sportowym. Sterydy anaboliczne mają jednak także wiele ubocznych efektów, gdyż wpływają silnie na ogólną równowagę hormonalną organizmu. Przykładem naturalnego sterydu anabolicznego jest testosteron, który w organizmie pełni rolę męskiego hormonu płciowego.
Sterydy anaboliczne działają poprzez aktywowanie receptorów androgenowych obecnych na powierzchni błon komórkowych komórek. Efekty tego pobudzania dzieli się zwykle na ogólnie anaboliczne i związane z powstawaniem różnic między płciami.
Przykłady efektów anabolicznych:
- wzmożona synteza białek,
- wzrost tempa przyrostu masy, siły i wytrzymałości mięśni,
- wzrost apetytu,
- wzrost tempa przyrostu kości,
- zwiększona produkcja krwinek czerwonych.

Przykłady efektu różnicowania płciowego:
- wzrost rozmiarów prącia i łechtaczki u dzieci (u osób dorosłych podawanie sterydów nie ma wpływu na rozmiary organów płciowych)
- wzrost rozmiarów klatki piersiowej u chłopców, piersi i bioder u dziewcząt
- wzmożony przyrost owłosienia całego ciała u mężczyzn i sfer erogennych u kobiet
- efekty mutacji głosu u chłopców.

Jakkolwiek chemicy dążą do uzyskania sterydów które powodowałyby wyłącznie efekty anaboliczne i nie zaburzały efektów różnicowania płciowego, współcześnie praktycznie wszystkie syntetyczne sterydy anaboliczne powodują oba te efekty. Wynika to z faktu, że wszystkie one są metabolizowane przez organizm człowieka, a produkty ich metabolizmu mają uboczne działanie poprzez aktywowanie receptorów estrogenowych, co powoduje rozmaite niepożądane efekty, takie jak:
- przyspieszone starzenie się niektórych tkanek (zwłaszcza kości u mężczyzn)
- nienaturalny rozrost piersi zarówno u kobiet, jak i u mężczyzn (ginekomastia)
- zachwianie równowagi hormonów płciowych.

## Zastosowania medyczne
Sterydy anaboliczne zaczęto stosować w medycynie w latach 40. XX w. ze zmiennym skutkiem. Wiele prób ich stosowania prowadziło do efektów ubocznych, które były gorsze od samej leczonej choroby, co spowodowało zarzucone ich wykorzystania w takim celu, z wyjątkiem stosowania testosteronu w niektórych ściśle ograniczonych przypadkach.
M.in. stosowano je do:
- stymulowania tworzenia szpiku w anemii hipoplastycznej – metoda ta została zarzucona na rzecz podawania naturalnych hormonów proteinowych, otrzymywanych na drodze biotechnologicznej, które mają znacznie lepszą selektywność anaboliczną
- regulowania tempa wzrostu u dzieci, które wykazują zaburzenia tego wzrostu (rosną za wolno albo za szybko) – metoda ta została zarzucona, również na rzecz hormonów proteinowych, które mają mniej efektów ubocznych
- stymulowania wzrostu apetytu i masy ciała w niektórych chorobach powodujących brak łaknienia; próbowano w ten sposób leczyć np. osoby chore na AIDS, ale efekty nie były zadowalające
- przyspieszania rozwoju płciowego chłopców w przypadkach jego znacznego opóźnienia – leczenie tego schorzenia rozwojowego prowadzi się za pomocą podawania kontrolowanych dawek testosteronu; terapia ta jest nadal stosowana
- rekonwalescencji po ciężkich chorobach
- leczenia osteoporozy i gośćca stawowego.

Sterydy anaboliczne i niektóre produkowane z nich preparaty
| Nazwa           | Preparat  | Producent            |
| --------------- | --------- | -------------------- |
| Metandienon     | Metanabol | Polfa                |
| Stanazolol      | Stromba   | Pharm Generics       |
| Nandrolon       | Durabolin | Organon              |
| Trenbolon       | Parabolan | Negma                |
| Oxymesteron     | Oranabol  | Societa Farmaceutici |
| Norethandrolone | Nilevar   | Searle Laboratories  |

## Zastosowania i nadużycia w dopingu sportowym
Sterydy anaboliczne są często stosowane przez sportowców jako forma nielegalnego chemicznego dopingu. Początkowo, zwłaszcza w latach 70. i 80. XX w. ich zastosowanie nie było z formalnego punktu widzenia zabronione, gdyż sterydy te dopiero zaczynały pojawiać się na rynku, a ich pojawianie się było szybsze niż zmiany w prawie sportowym.
Sterydy anaboliczne są szczególnie często stosowane w tzw. sportach siłowych, w których o sukcesie decyduje przede wszystkim siła i wytrzymałość mięśni. Dotyczy to zwłaszcza kulturystyki, podnoszenia ciężarów, wielu konkurencji lekkoatletycznych (biegu, skoku w dal itd.), konkurencji pływackich i kolarstwa. W połowie lat 90. XX w. władze Międzynarodowego Komitetu Olimpijskiego całkowicie zabroniły stosowania w oficjalnym sporcie sterydów anabolicznych, co pociągnęło za sobą analogiczne zakazy w większości krajów świata, które wysyłają sportowców na igrzyska olimpijskie.

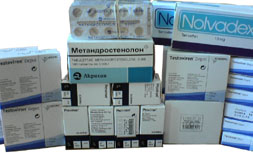
Sterydy anaboliczne

Współczesne metody wykrywania użycia sterydów anabolicznych (np: chromatografia gazowa ekstraktu z włosów łonowych) umożliwiają wykrycie ich spożycia nawet po 2-3 latach od tego faktu. Niemniej jednak istnieją uzasadnione podejrzenia, że przemysł produkcji i badań nad anabolikami jest wciąż całkiem aktywny. Między laboratoriami antydopingowymi i przemysłem środków dopingowych toczy się bowiem cały czas rodzaj gry. Nowo otrzymane związki chemiczne mające działanie anaboliczne są wprowadzane na rynek zanim laboratoria antydopingowe nauczą się je wykrywać.
Stosowanie sterydów anabolicznych przez osoby uprawiające sport czysto rekreacyjnie nie jest wciąż w większości krajów, w tym w Polsce, zabronione. Ich amatorskie stosowanie w okresie dojrzewania powoduje jednak często niemożność kontynuowania profesjonalnej kariery sportowej w wieku dojrzałym.
22 października 2004 prezydent George W. Bush podpisał ustawę o nazwie "Anabolic Steroid Control Act of 2004", która weszła w życie 90 dni po jej publikacji 20 stycznia 2005. Ustawa ta wprowadza całkowity zakaz wolnego handlu sterydami anabolicznymi i prohormonami na terenie całego USA. Podejrzewa się, że podobne prawo zostanie przyjęte wkrótce także w Unii Europejskiej.